# Phare de Point Prim (Île-du-Prince-Édouard)
Le phare de Point Prim est un phare actif situé à Point Prim, sur la côte sud du Comté de Queens (Province de l'Île-du-Prince-Édouard), au Canada.
Ce phare est géré par la Garde côtière canadienne .
Edifice du patrimoine reconnu, ce phare patrimonial  est répertorié par la loi sur la protection des phares patrimoniaux (en)  en date du 16 avril 2015.

## Histoire
Le phare de Point Prim fut le premier phare construit sur l’Île-du-Prince-Édouard. Il a été érigé en 1845, soit près de 30 ans avant l’entrée de l’Île-du-Prince-Édouard dans la Confédération canadienne. Cet important phare côtier, lié au développement de la navigation et du commerce dans le détroit de Northumberland au XIXe siècle, aidait les marins à éviter les grands récifs à l’entrée du port de Charlottetown.
Il est l’un des plus anciens phares encore debout au Canada et l'un des deux de forme conique. La maison du gardien, qui était proche de la tour, a été démoli. Le phare a été électrifié en 1955 et automatisé en 1969.

## Description
Le phare est une tour conique recouverte d'un bardage de bois blanc de 18,5 m de haut, avec une galerie et une lanterne rouge. Il émet, à une hauteur focale de 21 m, un éclat blanc toutes les 5 secondes. Sa portée nominale est de 18 milles nautiques (environ 33 km).
Identifiant : ARLHS : CAN-809 - Amirauté : H-0982 - NGA : 8192 - CCG : 0983 .

## Caractéristique duFeu maritime
Fréquence : 5 secondes (W)
- Lumière : 0.2 seconde
- Obscurité : 4.8 secondes

|            |
| Point Prim |

|          |
| Le phare |

### Lien connexe
- Liste des phares de l'Île-du-Prince-Édouard